# Bembidion aenulum
Bembidion aenulum är en skalbaggsart som beskrevs av Hayward. Bembidion aenulum ingår i släktet Bembidion och familjen jordlöpare. Inga underarter finns listade i Catalogue of Life.